# Centertown (Kentucky)
Centertown è un comune degli Stati Uniti d'America, situato nello Stato del Kentucky, nella contea di Ohio.